# Эмори, Уильям Хемсли

Map of Texas and the Countries Adjacent, William Hemsley Emory, 1844

Уильям Хемсли Эмори (англ. William Hemsley Emory, 7 сентября 1811 — 1 декабря 1887) — американский ботаник, майор и бригадный генерал.

## Биография
Уильям Хемсли Эмори родился в штате Мэриленд 7 сентября 1811 года.
Он приобрёл известность как служащий в Корпусе инженеров-топографов, участвовавших в обзорах вдоль границ Соединенных Штатов с Мексикой и Канадой. Эмори служил с 1838 по 1876 год.
Уильям Хемсли Эмори умер в Вашингтоне 1 декабря 1887 года.

## Научная деятельность
Уильям Хемсли Эмори специализировался на семенных растениях.

## Публикации
- Notes of a Military Reconnaissance from Fort Leavenworth in Missouri to San Diego, California. 1848[6].